# Брудзень
Брудзень (пол. Brudzeń) — село в Польщі, у гміні Ґрабув Ленчицького повіту Лодзинського воєводства.
Населення — 130 осіб (2011).
У 1975-1998 роках село належало до Конінського воєводства.

## Демографія
Демографічна структура станом на 31 березня 2011 року:
|          | Загалом | Допрацездатний вік | Працездатний вік | Постпрацездатний вік |
| -------- | ------- | ------------------ | ---------------- | -------------------- |
| Чоловіки | 61      | 11                 | 42               | 8                    |
| Жінки    | 69      | 13                 | 34               | 22                   |
| Разом    | 130     | 24                 | 76               | 30                   |